# No Doubt
No Doubt var ett amerikanskt rockband bildat i Anaheim, Kalifornien 1986, som gjorde sin sista turné 2015. 

## Historik
I början av karriären som undergroundband på den sydkaliforniska rockscenen fick bandet en stämpel att vara en ska-grupp, något de försökte komma ifrån och lyckades. Deras första album No Doubt (1992) slog inte igenom så stort, men vintern 1996 slog de igenom stort över hela världen med tredje albumet, Tragic Kingdom (1995), vilket hjälpte till att på nytt väcka skarörelsen under 1990-talet. "Don't Speak", den tredje singeln från albumet, satte nytt rekord när den låg 16 veckor som nummer ett på Billboard-listan Hot 100 Airplay.  
Gruppen släppte sitt nästa album, Return of Saturn (2000) fem år senare, men trots positiv kritik ansågs albumet som ett kommersiellt misslyckande. 15 månader senare kom deras nästa album Rock Steady (2001) som blandade in reggae i deras musik. Albumet spelades huvudsakligen in på Jamaica och gruppen hade samarbete med de jamaicanska artisterna Bounty Killer, Sly and Robbie och Lady Saw. Från albumet släpptes två Grammy-belönade singlar: "Hey Baby" och "Underneath It All".
No Doubt släppte samlingsskivan The Singles 1992–2003 och boxen Boom Box år 2003, som båda innehöll en coverversion av Talk Talks syntpopsång "It's My Life". Oväntat för No Doubt blev detta inledningen till en konflikt med Talk Talk, där No Doubt beskylldes för att missuppfattat sångens budskap. "It's Our Song" kommenterade Talk Talk i en nyskriven version av låten vilken lades ut på Youtube.
Frontfiguren Gwen Stefani inledde sin solokarriär året efter med flera samarbeten, bland annat med bandmedlemmarna Tony Kanal och Pharell Williams från The Neptunes, medan gitarristen Tom Dumont inledde sitt sidoprojekt, Invincible Overlord. Under sin karriär har bandet vunnit två Grammys och sålt 28 miljoner skivor över hela världen. Bandet var på turné i USA 2009 och gick 2010 in i studion för att spela in ett nytt album.
Bandet släppte sin första singel "Settle Down" den 16 juli från albumet Push and Shove som i sin tur släpptes den 25 september 2012. 
Bandet gjorde sina sista spelningar 2015. Därefter har bandet lagts på is på obestämd tid. Medan grabbarna i bandet har bildat bandet Dream Car har Gwen Stefani fortsatt med sin solokarriär. 
No Doubt har gjort totalt tre spelningar i Sverige. De öppnade upp för Neil Young & Crazy Horse på Sjöhistoriska i Stockholm den 25 juni 1996. Därefter genomförde de en spelning på Solnahallen i Stockholm den 20 mars 1997 och slutligen en spelning på Hovet i Stockholm den 17 september 1997. Samtliga tre spelningar var en del av deras "Tragic Kingdom"-turné.  
No Doubt hade även en fanklubb kallad "No Doubt International Fanclub" som grundades 1997 av ett svenskt fan vid namn Patrick Larsen. Klubben existerade mellan 1997 och 2012 och publicerade ett fanzine som hette "Tragic Kingdom Magazine". Tidningen hade på slutet en upplaga på 5 000 exemplar som såldes över hela världen.

## Medlemmar
Senaste medlemmar
- Gwen Stefani – sång
- Tony Kanal – basgitarr
- Tom Dumont – gitarr
- Adrian Young – trummor

Tidigare medlemmar
- John Spence – sång (självmord år 1987)
- Eric Stefani – keyboard, gitarr (lämnade bandet år 1995)

## Diskografi

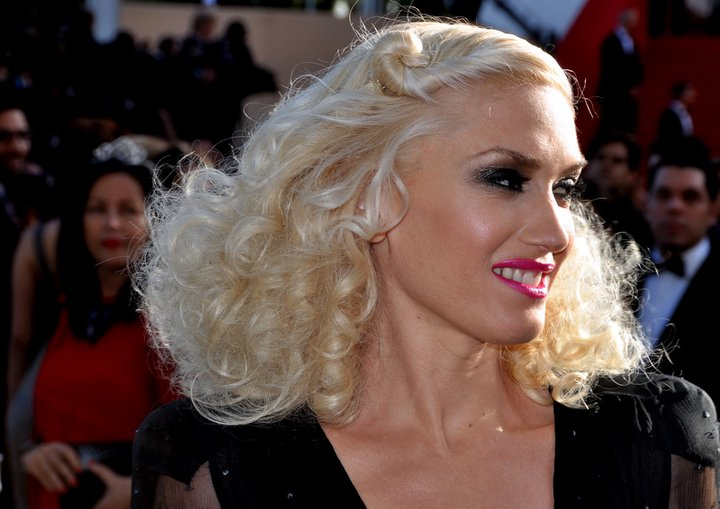
Gwen Stefani i Cannes 2011.

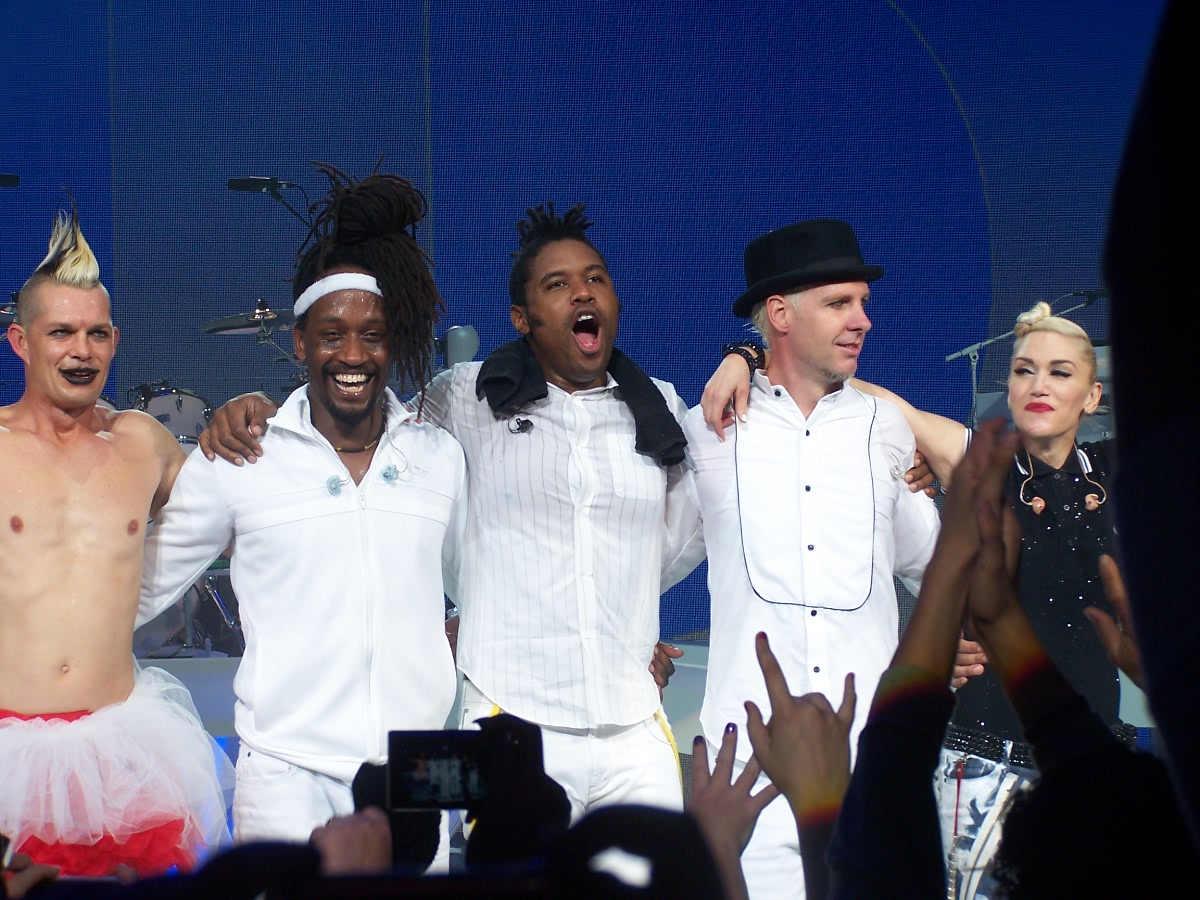
No Doubt i Milwaukee 2003.

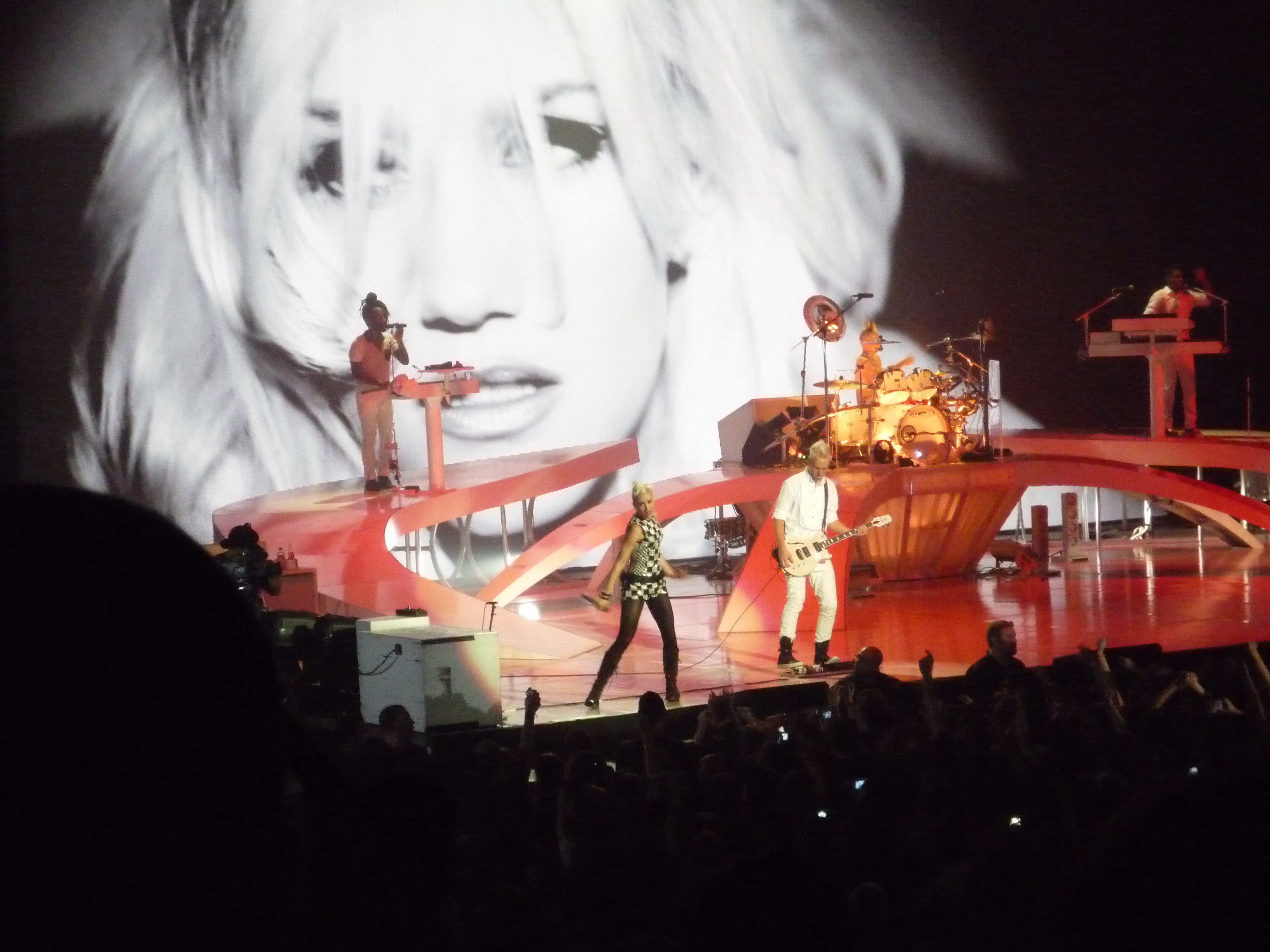
No Doubt i Vancouver 2009.

### Studioalbum
- No Doubt (mars 1992)
- The Beacon Street Collection (mars 1995; nyutgåva oktober 1997)
- Tragic Kingdom (oktober 1995)
- Return of Saturn (april 2000)
- Rock Steady (december 2001)
- Push and Shove (september 2012)

### Samlingsalbum
- The Singles 1992–2003 (november 2003)
- Boom Box (2003)
- Everything in Time (2004)

### Singlar
- "Squeal" (1994)
- "Doghouse" (1994)
- "Just a Girl" (1996)
- "Don't Speak" (1996)
- "Spiderwebs" (1997)
- "Sunday Morning" (1997)
- "Excuse Me Mr." (1997)
- "Hey You" (1997)
- "New" (1999)
- "Ex-Girlfriend" (2000)
- "Simple Kind of Life" (2000)
- "Bathwater" (2000)
- "Hey Baby feat. Bounty Killer" (2001)
- "Hella Good" (2002)
- "Underneath it All" feat. Lady Saw (2002)
- "Running" (2003)
- "It's my Life" (2003)
- "Bathwater Remix" (2004)
- "Settle Down" (2012)
- "Looking Hot" (2012)